# Namedropping
Namedropping is het noemen van namen van bekende of bekend geachte personen in een gesprek of geschreven tekst om de belangrijkheid van spreker of schrijver zelf aan te tonen. Namedropping kan ook een vorm van bluffen zijn.
- "En toen zei Harry Mulisch tegen mij: Dat leest prettig."
- "Henk Helmantel is nog niet geheel tevreden over mijn coloriet."
- "Wij stonden op hetzelfde podium, waar twee dagen daarvoor Madonna nog had opgetreden."